# أسعد خليل داغر
أسعد خليل داغر (1860 - 1935) كاتب وشاعر ومترجم لبناني. ولد في كفرشيما من قضاء بعبدا. تعلم في الجامعة الأميركية في بيروت. عمل مدرّسًا في اللاذقية، ثم انتقل إلى مصر، فعمل في تحرير جريدة «المقطّم» عامين. عيّن في وكالة حكومة السودان حتى عام 1924، ثم انقطع للأدب. توفي في القاهرة.

## سيرته
وُلِدَ أسعد بن خليل داغر سنة 1860 في بلدة كفر شيما من قضاء بعبدا ونشأ بها. تلقى تعليمه الأولى في مدرسة «عبية العالية» بلبنان، ثم التحق بالجامعة الأمريكية في بيروت. 

عمل مدرسًا في اللاذقية سنوات عديدة، ثم ذهب إلى مصر ليشغل وظيفة رئيس القلم القضائي في وكالة حكومة السودان حتى عام 1924، ثم انقطع للأدب. فعمل في تحرير جريدة المقطّم عامين.

يعد من كبار المترجمين في عصر النهضة العربية، وقد نشر مقالاته العلمية والاجتماعية في المجلات الكبرى كـ«الهلال» وا«لمقتطف».

توفي أسعد داغر سنة 1935 في القاهرة.

## شعره
وصفه معجم البابطين «شاعر ناثر يملك ناصية اللغة العربية: أصولها وألفاظها وأساليبها، وقد أتاح له هذا التوسع أن يتعامل في شعره مع لغة طيعة يختار من ألفاظها وتراكيبها ما يوافق المعاني دون جهد أو إعنات للقريحة. يجمع شعره - من ثم - بين السلاسة والجزالة، ولا يختلف شعره عن نثره إلا في مراعاة إيقاع الأبيات وسمو التعبير، شعره تقليدي، قريب المعاني، يفهم فيه البيت قبل إتمام قراءته، على أنه في مطولته عن الحرب العالمية انتقل بالمنظومات العلمية (القديمة) إلى المجال الإنساني والفعل الملحمي والدرامي، وبدرجة ما عبر عن مشاعر وطنية وقومية، لم يكن من اليسير إخفاؤها.» 

## مؤلفاته
- «تذكرة الكاتب»
- «حالة الأمم وبني إسرائيل»
- «راسبوتين الراهب المحتال»

وله عد كتب مترجمة عن الإنكليزية، وعدة قصص، منها:
- «مذكرات مدام إسكويث»
- «مذكرات غليوم الثاني»

وله ثلاثة دواوين ذات خصوصية:
- «فاجعة الفواجع»، مجموعة قصائد في رثاء نسيبة بركات، 1895
- «تاريخ الحرب الكبرى شعراً»، 1919:يتألف من 36 قصيدة، تحتوي على 1500 بيت تقريباً
- «نشر النَدّ العطر»، مجموعة قصائد في رثاء نعوم شقير

## وصلات خارجية
- في بوابة الشعراء